# Koen Vermeiren
Koen Vermeiren (Antwerpen, 18 december 1953) is een Vlaams scenarist, componist en muzikant.

## Carrière
Tussen 1979 en 1989 was Koen Vermeiren leraar Nederlands. Tussen 1990 en 1997 was hij docent aan de Academie voor Schrijfkunst in Antwerpen. Sinds 1990 is hij zelfstandig auteur. Hij schreef onder andere scenario's voor F.C. De Kampioenen (1995-2002, 2009), Verschoten & Zoon, Witse, Gilliams & De Bie, Hof van Assisen en Zone Stad. Voor  De Droomexpres kreeg hij de Visser Neerlandia-prijs 1990. Ook was Vermeiren redacteur voor het literaire tijdschrift Kreatief (1966-2003).
Vermeiren schreef ook meerdere romans, thrillers en muziekstukken.

## selectie van het werk
- 2014 - Mist - thriller
- 2013 - Deadline - deel 3 van de Mark Van Den Eede reeks
- 2012 - Dode hoek  - deel 2 van de Mark Van Den Eede reeks
- 2011 - De Blik - deel 1 van de Mark Van Den Eede reeks
- 2003 - Pat - roman
- 1995 - Het elfde gebod - roman
- 1993 - De gek op de heuvel - roman
- 1991 - Schaduwen
- 1988 - De vrolijke eenzaamheid